# Baronnies

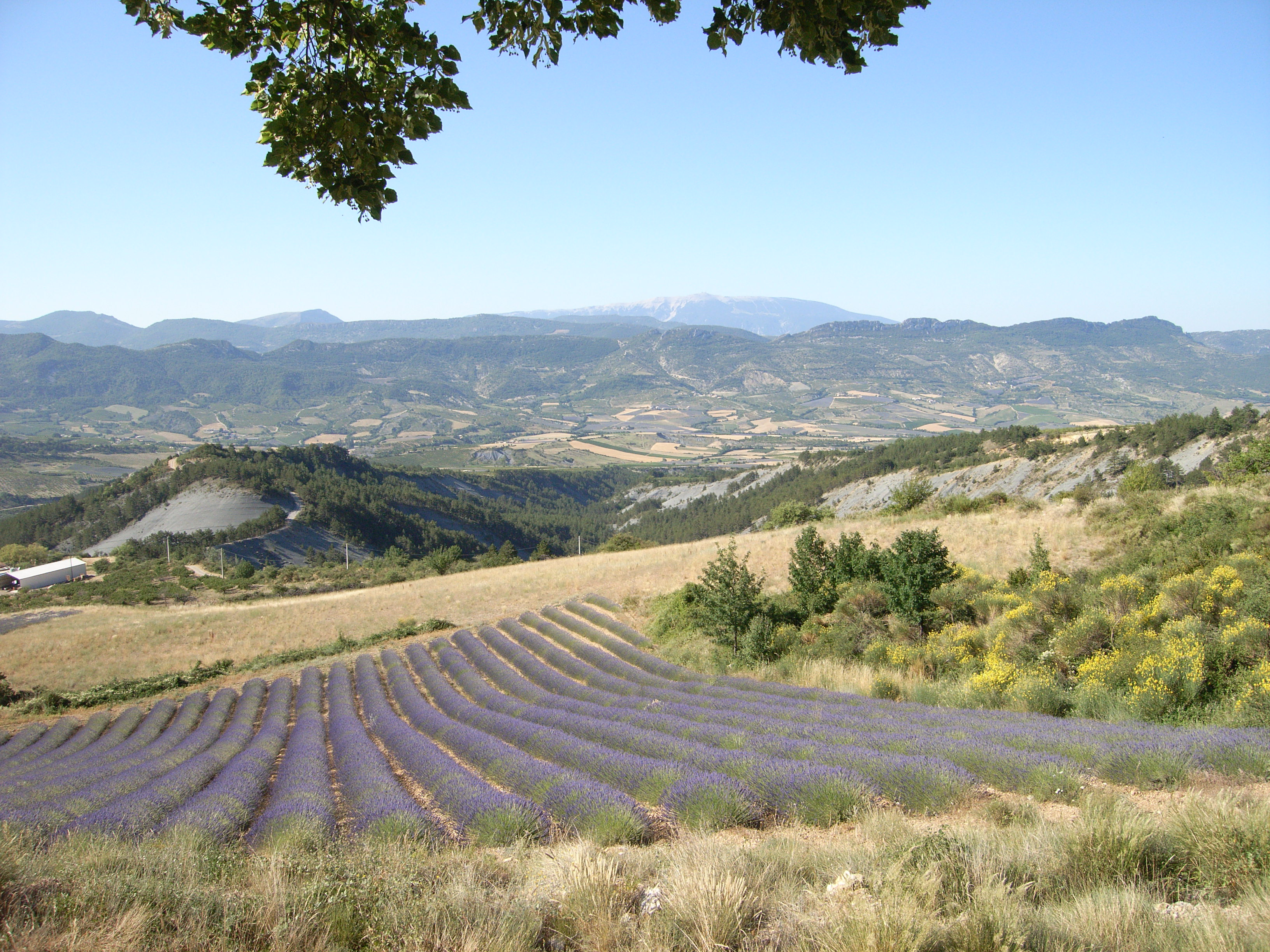
Landschaft der Baronnies: Das Tal von Sainte-Jalle vom Col de Soubeyrand aus gesehen – im Hintergrund der Mont Ventoux

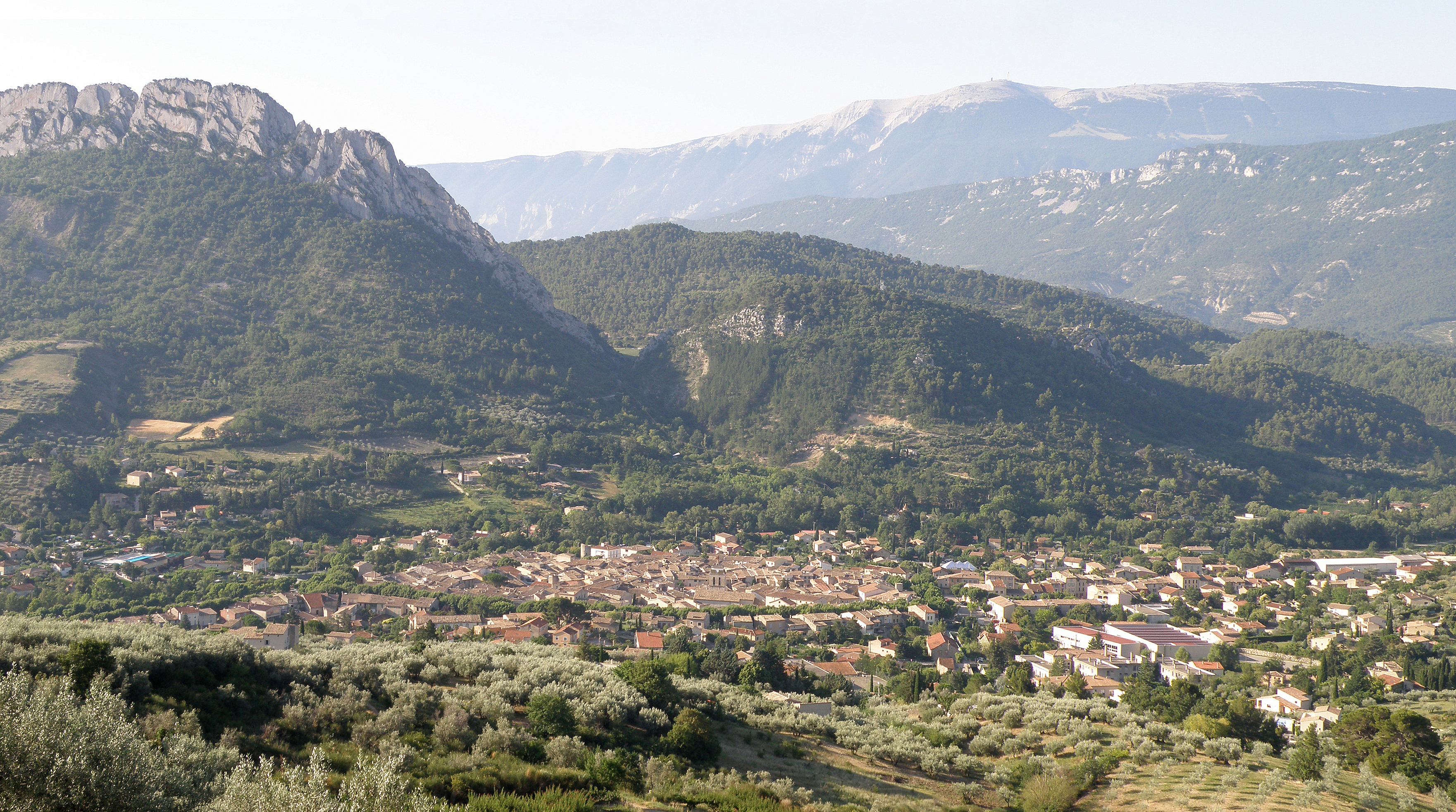
Landschaft bei Buis-les-Baronnies – im Hintergrund der Mont Ventoux

Baronnies (genauer: Les Baronnies) ist der historische Name einer südfranzösischen Landschaft östlich und nördlich des Mont Ventoux.

## Geographie
Die ca. 250 bis maximal etwa 1600 m hoch gelegene Landschaft der Baronnies hat Mittelgebirgscharakter. Heute gehört der größte Teil der aus Kalksteinfelsen und kalkhaltigen Böden bestehenden Baronnies zum Département Drôme, der Rest zu den Départements Vaucluse und Hautes-Alpes. Das Gebiet umfasste im Jahr 1999 rund 2000 km² mit ca. 22.000 Einwohnern. Die wichtigsten Flüsse sind Ouvèze und Eygues, aber auch der Buëch, der Céans und der Oberlauf des Lez sind zu erwähnen. Das Klima ist gemäßigt.
In den 1990er Jahren kam die Idee auf, einen regionalen Naturpark einzurichten. Im Jahr 2003 wurden von den zuständigen Regionalparlamenten Machbarkeitsstudien in Auftrag gegeben und im Jahr 2007 vom Département Drôme die ersten für den zukünftigen Parc benötigten Verwaltungsstrukturen (Syndicat Mixte) geschaffen. Im Januar 2015 wurde der Regionale Naturpark Baronnies Provençales eröffnet.

## Bevölkerung
Seit dem 17. Jahrhundert leiden insbesondere die östlichen Teile der Baronnies aufgrund der harten Lebensbedingungen unter der Landflucht, die erst in den 1980er Jahren weitgehend zum Stillstand gebracht werden konnte. Heute ist vor allem in den Städten Nyons, Buis-les-Baronnies, Mirabel-aux-Baronnies, Faucon und Puyméras wieder ein Anwachsen der Einwohnerzahlen zu verzeichnen.

## Geschichte
Einer Überlieferung zufolge zog Hannibal während des Zweiten Punischen Kriegs (218–201 v. Chr.) mit seiner Armee samt Elefanten durch das Gebiet. Später siedelten die Römer hier Veteranen als Bauern an. Nach dem Zusammenbruch des Römischen Reichs wurde die Gegend jahrhundertelang durch die Völkerwanderung, die Sarazenen, die Ungarneinfälle und marodierende Banden verwüstet. Seit karolingischer Zeit gehörte die Region zum Königreich Burgund, welches im Jahr 1033 an das Heilige Römische Reich fiel.
Weite Teile des Landes standen unter der Herrschaft der Barone von Mévouillon, die rund 300 Jahre lang von Buis-les-Baronnies aus regierten. Eine Familienfehde im Jahr 1125 führte zu einer Teilung des Gebiets in einen östlichen und einen westlichen Teil, wobei die Herren des Westens in Nyons residierten und sich Barons de Montauban nannten – aus dieser Teilung resultierte die Pluralbezeichnung der Gegend. Innerhalb kurzer Zeit unterstellten beide Familienstränge zu Beginn des 14. Jahrhunderts ihren Besitz an den Dauphin von Viennois, dessen Erben im Jahr 1349 die französischen Könige wurden.
Ähnlich wie der Luberon waren auch die Baronnies im 16. und 17. Jahrhundert ein Zentrum des Protestantismus, so dass das Land während der Hugenottenkriege (1562–1598) erheblich zu leiden hatte. Nach zwei Pestepidemien 1629 und 1652 lagen die Baronnies wirtschaftlich völlig darnieder.

## Orte
Nyons und Buis-les-Baronnies sind die historischen Zentren des Landes. Weitere wichtige Orte sind Brantes, Faucon, Mirabel-aux-Baronnies, Mollans-sur-Ouvèze, Montbrun-les-Bains, La Motte-Chalancon, Orpierre, Puyméras, Rémuzat, Rousset-les-Vignes, Sainte-Jalle, Séderon und Venterol. Bekannt ist zudem die Burg Aulan bei Montbrun-les-Bains.

## Wirtschaft
Haupterwerbszweige sind die Landwirtschaft (Wein und Oliven, aber auch Aprikosen, Äpfel, Kirschen) und der Tourismus. Nyons ist ein Zentrum des Olivenanbaus, den hier geernteten Früchten wurde eine Appellation d’Origine Contrôlée (AOC) als geschützte Herkunftsbezeichnung zugesprochen. Im westlichen Teil der Baronnies expandiert der Tourismus, der mit der Einrichtung des Naturparks weiter gefördert werden soll.